# 74 î.Hr.

## Nașteri
- dată necunoscută: Irod cel Mare  (d. 4 î.Hr.)